# Nimitz, retour vers l'enfer
Pour les articles homonymes, voir Nimitz et The Final Countdown.
Pour plus de détails, voir Fiche technique et Distribution.
Nimitz, retour vers l'enfer (The Final Countdown) est un film de science-fiction américain réalisé par Don Taylor, sorti en 1980. Il s’agit de l’adaptation du roman homonyme de Martin Caidin, paru en 1980, une novélisation du scénario du film, lui-même inspiré du film Les Guerriers de l'apocalypse (Sengoku jieitai) de Kōsei Saitō (1979).

## Synopsis
En 1980, le porte-avions nucléaire USS Nimitz est en exercice dans l'océan Pacifique. Il accueille à son bord Warren Lasky, un civil envoyé par le département de la Marine afin d'observer les méthodes de travail et consigner ses observations et suggestions au retour du Nimitz.
Le porte-avions est pris dans une tempête électromagnétique qui fait se tordre de douleur tout le monde à bord. Peu après, le calme revient et le bâtiment capte à la radio des émissions datant de 1941, parmi lesquelles des informations concernant la progression de l'armée allemande en URSS. À bord, personne ne parvient à expliquer ce qui se passe. Le commandant du Nimitz, Matt Yelland, envoie un avion de reconnaissance au-dessus de la base navale de Pearl Harbor. Les photos que l'avion rapporte montrent le port intact, mais dans sa configuration de 1941, avec de nombreux cuirassés au mouillage. Sur suggestion de Lasky, le commandant Matt Yelland les fait comparer aux photos d'archives utilisées par son second, le capitaine Richard Owens, dans un ouvrage que celui-ci est en train d'écrire sur la Seconde Guerre mondiale, et constate que ce sont exactement les mêmes. 
Dans le même temps, deux avions de chasse Grumman F-14 Tomcat envoyés en patrouille repèrent un yacht battant pavillon américain. À bord se trouve le sénateur Samuel S. Chapman, qui envisage de se présenter aux prochaines élections présidentielles en ticket avec Franklin Delano Roosevelt, sa secrétaire et assistante Lauren Scott, son bras droit, et Charlie, le chien de Lauren. Deux avions de chasse Mitsubishi A6M "Zéro" portant les marquages de la marine impériale japonaise arrivent alors et mitraillent le yacht, qui coule. Seul le sénateur, son assistante et le chien survivent. Les Tomcat demandent et obtiennent du commandant du Nimitz l'autorisation de descendre les Japonais.
Le porte-avions envoie deux hélicoptères SH-3 Sea King repêcher le sénateur, son assistante, le chien et un pilote japonais survivant. Lorsque les hélicoptères rentrent à bord, les officiers du Nimitz découvrent l'identité des naufragés. Il devient alors clair que le navire a été projeté 39 ans en arrière. Les Japonais ont attaqué le yacht, bien qu'il soit civil et que la guerre n'ait pas été déclarée, pour qu'il ne puisse pas avertir les îles Hawaï de l'arrivée de la flotte japonaise. Le pilote japonais parvient à s'emparer du fusil-mitrailleur d'un de ses gardes, abat plusieurs Marines et exige de pouvoir passer un appel radio, visiblement pour prévenir son porte-avions. Sur ordre du commandant Yelland, Owens sème le trouble en lui expliquant qu'il connait leur plan d'attaque de Pearl Harbor, ce qui permet de l'abattre.
Le commandant du Nimitz se retrouve confronté à un dilemme : laisser l'attaque de Pearl Harbor se réaliser ou bien intervenir au risque de changer le cours de l'Histoire sans en maîtriser les conséquences. Finalement il prend la décision d'intervenir et lance tout son groupe aérien embarqué à l'interception des porte-avions japonais et de leur vague d'assaut. Mais avant l'interception, le Nimitz est de nouveau pris dans la tempête électromagnétique et se retrouve en 1980. Les appareils catapultés n'ont pas pu empêcher l'attaque de Pearl Harbor mais regagnent leur porte-avions sains et saufs car ils ont été rappelés au tout dernier moment par le commandant, au moment même où ils apercevaient l'aviation embarquée japonaise fonçant vers Pearl Harbor.
Richard Owens est toutefois resté en 1941, abandonné sur un îlot désert avec Lauren Scott, peu après la mort de Sam Chapman : celui-ci, ayant exigé d'être déposé à Pearl Harbor afin d'y prévenir les autorités locales du danger imminent, n'a, en effet, que peu apprécié de s'apercevoir que sur ordre du commandant Yelland, le pilote et l'équipage de l'hélicoptère n'ont pas atterri à Pearl Harbor mais sur une île déserte. S'emparant d'un pistolet lance-fusée de détresse, il braque le pilote de l'hélico et exige que celui-ci décolle. Owens se précipite vers l'appareil et s'y accroche mais finit par tomber à l'eau peu avant qu'un membre de l'équipage n'essaye de s'emparer de l'arme de Chapman. S'ensuit une bagarre au cours de laquelle un coup de feu part accidentellement, entraînant l'explosion de l'appareil.
La dernière scène du film montre Richard Owens et Lauren Scott en 1980 plus vieux de quarante ans, assistant au retour du Nimitz. Ils sont mariés et le capitaine Owens est devenu monsieur « Tideman », un des hommes les plus riches et les plus puissants des États-Unis. Il est notamment à l'origine de la mise sur cale de l'USS Nimitz, celui-là même qui, au début du film, tenait à s'assurer de l'embarquement de Lasky à bord de l'hélico du Nimitz. Lauren et « Tideman » accueillent Lasky à bord de leur voiture.

## Fiche technique
- Titre original : The Final Countdown
- Titre anglais : U.S.S. Nimitz: Lost in the Pacific
- Titre français : Nimitz, retour vers l'enfer
- Réalisation : Don Taylor
- Scénario : Thomas Hunter, Peter Powell et David Ambrose
- Musique : John Scott (musique additionnelle Alan Howarth)
- Photographie : Victor J. Kemper
- Montage : Robert K. Lambert
- Production : Peter Douglas et Lloyd Kaufman
- Société de production et de distribution : United Artists
- Pays d'origine :  États-Unis
- Langue : anglais
- Format : couleur - 2,35:1 - Dolby Stéréo - 35 mm
- Genres : science-fiction, guerre
- Durée : 103 minutes
- Date de sortie : 9 juillet 1980

## Distribution

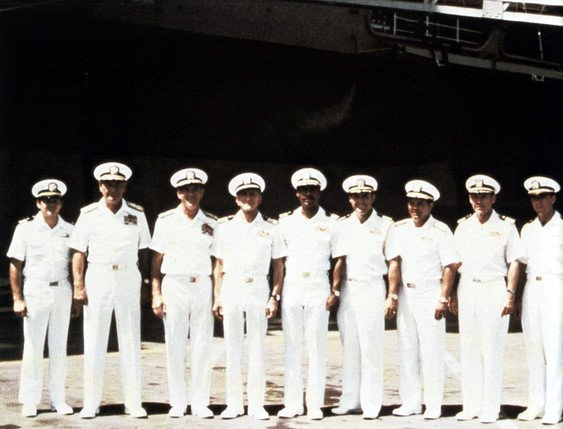
Kirk Douglas (4e en partant de la gauche) avec des membres d'équipages de l'USS Nimitz (CVN-68).

- Kirk Douglas (VF : Roger Rudel) : le commandant Matthew Yelland
- Martin Sheen (VF : Philippe Ogouz) : Warren Lasky
- Katharine Ross (VF : Béatrice Delfe) : Lauren Scott / Mme Tideman
- James Farentino (VF : Sady Rebbot) : le capitaine Richard T. Owens / Richard Tideman
- Ron O'Neal (VF : Med Hondo) : le lieutenant Dan Thurman
- Charles Durning (VF : Claude Bertrand)  : le sénateur Samuel S. Chapman
- Soon-Tek Oh : le pilote japonais

## Production

### Tournage

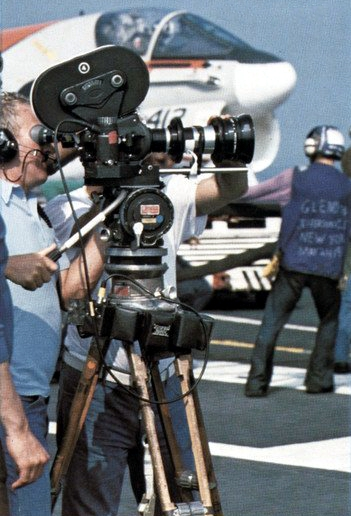
Tournage sur le pont d'envol du Nimitz.

Le film a été presque exclusivement tourné à bord du Nimitz en 1979. Le réalisateur avait même demandé à pouvoir filmer la salle des machines, mais cela lui a été refusé. Les cinq avions Grumman F-14 Tomcat et trois North American T-6 Texan simulant les Zero utilisés pour le duel aérien étaient stationnés à Naval Air Station Key West en Floride.

## Accueil

### Box-office
| Pays             | Box-office      | Nombre de semaines | Classement TLT | Source |
| ---------------- | --------------- | ------------------ | -------------- | ------ |
| Box-office Paris | 294 290 entrées | 6 semaines         | -              |        |

## Distinctions
- Nomination au Saturn Award du meilleur film de science-fiction, par l'Académie des films de science-fiction, fantastique et horreur

## Différence avec le roman
- Si vous ne connaissez pas le sujet, laissez ce bandeau (vous pouvez alors contacter les auteurs).
- Si vous supprimez le contenu mis en cause (vous pouvez préalablement contacter les auteurs),

argumentez précisément cette suppression dans la page de discussion
(un manque de référence n'est pas un argument ; une recherche réelle de référence doit avoir été effectuée, être formellement documentée).
Il manque au film tout le dernier chapitre du livre, qui expose quelques conséquences de l'aventure arrivée au Nimitz ainsi que la cause de la tempête.
M. et Mme Tideman (Owen et Lauren) invitent Warren Lasky et lui font visiter leur immense propriété, extrêmement secrète et ultra-protégée par des technologies inconnues en 1980, tout en lui résumant leur vie durant les 40 ans écoulés. 
Le violon d'Ingres d'Owen étant l'Histoire, ils ont exploité sa parfaite connaissance de tous les grands évènements, au fur et à mesure de leur arrivée, pour leur assurer une immense fortune qui leur a permis de créer un complexe de recherche privé ultra-secret, doté des technologies de 1980, donc avec plus de 35 ans d'avance sur leur époque. Leur fortune inépuisable leur a permis de conserver cette avance jusqu'en 1980 et leur dernier résultat est la maîtrise du temps : c'est eux qui ont délibérément créé et piloté le second "orage" qui poursuivait le Nimitz et qui l'a finalement ramené en 1980, une expérience qui leur ouvre d'immenses possibilités.
En cours de visite, ils expliquent aussi à Warren Lasky que c'est grâce à leur aide que les États-Unis ont pu rattraper l'Union des républiques socialistes soviétiques et gagner la course à la Lune en 1969, grâce à leurs finances et surtout grâce à leur avance technologique.
Le film étant américain, ce chapitre, qui transforme complètement le roman, pouvait difficilement y figurer.

## Autour du film
- Quand le capitaine Owens énumère la liste des porte-avions japonais en route, il dit en "VF" le Kagi. C'est une erreur de traduction, il s'agit de l'Akagi.
- L'USS Nimitz (CVN-68) est réellement un porte-avions américain portant le nom de l'amiral Chester Nimitz. En activité depuis 1975, il est le premier des dix exemplaires de porte-avions de la classe Nimitz.
- Le personnage du sénateur Samuel S. Chapman joué par Charles Durning est entièrement fictif, surement un clin d'oeil à Samuel Chapman Massingale, député démocrate de l'Oklahoma, mort à son poste le 17 janvier 1941.
- L'acteur et cinéaste Lloyd Kaufman, fondateur du studio indépendant Troma Entertainment, joue un opérateur radio dans le film. Au sujet de cette expérience, il déclarera que Nimitz, retour vers l'enfer était le film qui lui avait définitivement fait passer l'envie de travailler avec de gros studios de production[3].
- Le mangaka Kaiji Kawaguchi s'est inspiré du film pour créer l'une de ses œuvres, la série du nom de Zipang, uchronie qui décrit le périple d'un équipage japonais pris dans une tempête lors de manœuvres nippo-américaines, et qui se retrouve en pleine Seconde Guerre mondiale.